# Comuna Ardusat, Maramureș
Ardusat (în maghiară: Erdőszáda) este o comună în județul Maramureș, Transilvania, România, formată din satele Ardusat (reședința), Arieșu de Câmp și Colțirea.

## Demografie
Componența etnică a comunei Ardusat
     Români (92,2%)
     Alte etnii (7,8%)
Componența confesională a comunei Ardusat
     Ortodocși (82,83%)
     Penticostali (9,09%)
     Alte religii (1,29%)
     Necunoscută (6,78%)
Conform recensământului efectuat în 2021, populația comunei Ardusat se ridică la 2.551 de locuitori, în scădere față de recensământul anterior din 2011, când fuseseră înregistrați 2.738 de locuitori. Majoritatea locuitorilor sunt români (92,2%). Din punct de vedere confesional, majoritatea locuitorilor sunt ortodocși (82,83%), cu o minoritate de penticostali (9,09%), iar pentru 6,78% nu se cunoaște apartenența confesională.

## Politică și administrație
Comuna Ardusat este administrată de un primar și un consiliu local compus din 11 consilieri. Primarul, Ciprian Vasile Rus[*], de la Partidul Social Democrat, este în funcție din 2008. Începând cu alegerile locale din 2024, consiliul local are următoarea componență pe partide politice:
|  | Partid                          | Consilieri | Componența Consiliului | Componența Consiliului | Componența Consiliului | Componența Consiliului | Componența Consiliului |
|  | ------------------------------- | ---------- | ---------------------- | ---------------------- | ---------------------- | ---------------------- | ---------------------- |
|  | Partidul Social Democrat        | 5          |                        |                        |                        |                        |                        |
|  | Alianța pentru Unirea Românilor | 2          |                        |                        |                        |                        |                        |
|  | Partidul Național Liberal       | 2          |                        |                        |                        |                        |                        |
|  | Forța Dreptei                   | 2          |                        |                        |                        |                        |                        |